# Isthmiade necydalea
Isthmiade necydalea là một loài bọ cánh cứng trong họ Cerambycidae.